# 프레드릭 마치
프레드릭 마치(Fredric March, 1897년 8월 31일 ~ 1975년 4월 14일)는 미국의 배우이다.

## 출연 작품
- 전구 음모이론 (2010)
- 아이스맨 코메스 (1973)
- 옴브레 (1967)
- 세븐 데이스 인 메이 (1964)
- 침묵의 소리 (1960)
- 미드 오브 나잇 (1959)
- 회색 양복을 입은 사나이 (1956)
- 알렉산더 대왕 (1956)
- 필사의 도망자 (1955)
- 이그젝티브 쉬트 (1954)
- 원한의 도곡리 다리 (1954)
- 이츠 어 빅 컨트리 (1951)
- 세일즈맨의 죽음 (1951)
- 크리스토퍼 콜럼버스 (1949)
- 더 베스트 이어스 오브 아워 리브스 (1946)
- 내 사랑 마녀 (1942)
- 베드타임 스토리 (1941)
- 한 발은 천국에 (1941)
- 수잔과 신 (1940)
- 해적 (1938)
- 낫띵 새크리드 (1937)
- 스타 이즈 본 디 오리지널 (1937)
- 더 로드 투 글로리 (1936)
- 메리 오브 스코틀랜드 (1936)
- 안소니 에드버즈 (1936)
- 다크 엔젤 (1935)
- 안나 카레니나 (1935)
- 어페어 오브 셀리니 (1934)
- 배릿 오브 윔폴 스트리트 (1934)
- 명절에 나타난 저승사자 (1934)
- 삶의 설계 (1933)
- 스밀린 스루 (1932)
- 지킬 박사와 하이드씨 (1931)
- 파라마운트 온 퍼레이드 (1930)
- 사라와 아들 (1930)
- 로얄 패밀리 오브 브로드웨이 (1930)
- 풋라이츠 앤 풀스 (1929)